# Matilla de Arzón
Matilla de Arzón est une municipalité espagnole de la communauté autonome de Castille-et-León et de la province de Zamora. En 2024, elle comptait 157 habitants.

## Localisation
Matilla de Arzón se situe à l'extrémité ouest du plateau castillan (Meseta Iberica), à environ 740 m d'altitude. 
La capitale provinciale, Zamora, se trouve à 58 km (en voiture) au sud.

## Climat
Le climat continental tempéré est rarement influencé par l'Atlantique .

## Transport
La commune est traversée par l' autoroute A-66.

## Évolution démographique
| Année      | 1970 | 1981 | 1991 | 2001 | 2011 | 2021 | 2024 |
| Population | 510  | 411  | 327  | 264  | 202  | 164  | 157  |

Le déclin démographique important de la seconde moitié du XXe siècle est principalement dû à la mécanisation de l’agriculture et à la perte d’emplois et l'exode rural qui en découle.